# Zevende-dags Adventisten Kinship Internationaal
De Zevende-dags Adventisten Kinship Internationaal of SDA Kinship (Engels: Seventh-day Adventist Kinship International) is een internationale vrijwilligersorganisatie die spirituele en sociale steun biedt aan LGBTQIA+-leden en voormalige leden die onder deze benaming vallen van het Kerkgenootschap der Zevende-dags Adventisten. ZDA Kinship werd in 1976 opgericht en telde in 2010 naar schatting 1500 leden wereldwijd.
In 2017 steunde Kinship programma's ten dienste van hun leden in 89 landen ter wereld. In 2020 telde Kinship in totaal 3.616 leden. 
In 1987 spande de General Conference of Seventh-day Adventists, het hoofdbestuur van het kerkgenootschap, een rechtszaak aan tegen SDA Kinship vanwege een veronderstelde inbreuk op het merkrecht. De Amerikaanse rechter oordeelde echter dat ZDA Kinship geen inbreuk maakte op de rechten van het kerkgenootschap en dat de naam van de vrijwilligersorganisatie dus niet gewijzigd hoefde worden.
SDA Kinship onderhoudt geen formele relatie met het kerkgenootschap. Binnen het Kerkgenootschap der Zevende-dags Adventisten wordt alleen het heteroseksuele huwelijk erkend als basis voor seksuele intimiteit.  